# Complejo Hospitalario Torrecárdenas
El Hospital Universitario Torrecárdenas es una infraestructura sanitaria gestionada por el Servicio Andaluz de Salud, ubicada en la ciudad española de Almería. Fue inaugurado en el mes de octubre de 1983.
Es el principal complejo sanitario de la provincia de Almería y un referente en el tratamiento de la epilepsia y del cáncer de colón.
La Universidad de Almería es la institución académica afiliada al Hospital Universitario Torrecárdenas.

## Área de influencia
Dentro de la red hospitalaria del Sistema Sanitario Público de Andalucía, está catalogado como Hospital de Especialidades y cubre la atención médica especializada del Distrito Sanitario Almería, lo que comprende los municipios de Almería, Níjar, Carboneras, Sorbas, Tabernas, Bajo Andarax, Alto Andarax y Río Nacimiento.

## Centros sanitarios

### Hospitales
En el Hospital Universitario Torrecárdenas se incluyen los siguientes hospitales:
- Hospital Universitario Torrecárdenas
- Hospital Materno Infantil Torrecárdenas
- Hospital provincial Santa María Magdalena

### Centros de consultas externas
- Centro Periférico de Especialidades CPE Bola Azul (Almería)
- Centro de Alta Resolución Nicolás Salmerón (Almería)

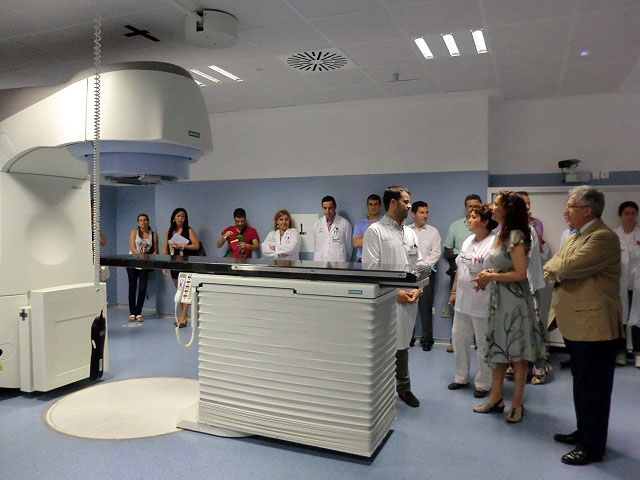

### Centros de salud mental
- Comunidad Terapéutica de Salud Mental Torrecárdenas
- Hospital de Día de Salud Mental Torrecardenas
- Unidad de Hospitalización de Salud Mental Torrecárdenas
- Unidad de Rehabilitación de Salud Mental Torrecárdenas
- Unidad de Salud Mental Comunitaria Almería
- Unidad de Salud Mental Comunitaria El Ejido
- Unidad de Salud Mental Comunitaria Roquetas
- Unidad de Salud Mental Infanto-Juvenil Hospital Materno Infantil Torrecárdenas

### Centros de diálisis
- Hospital Universitario Torrecárdenas. Nefrología

## Unidades de Gestión Clínica activas 2009[4]
| - Salud mental - Tocología y ginecología - Urología - Angiología y cirugía vascular - Aparato digestivo - Cirugía maxilofacial - Cirugía ortopédica y traumatología - Cuidados críticos y urgencias - Dermatología | - Hemodinámica y cardiología - Medicina interna - Nefrología - Neumología - Neurocirugía - Neurología Clínica y Diagnóstica - Oftalmología - Pediatría - Rehabilitación |

## Datos básicos de funcionamiento (2006)[5]
Personal
Facultativos: 437. Personal sanitario no facultativo: 1.479. Personal no sanitario: 734
Infraestructura
Unidades clínicas: 8. Camas instaladas: 821. Quirófanos: 17. Consultas:115
Equipamiento
Salas Rayos X: 10. Ecógrafos: 23. Salas de hemodinámica: 2. TAC: 3. RNM: 1. [Acelerador lineal de electrones]:3. Gammacámaras: 2
Actividad
Ingresos: 26.519. Estancias: 201.972. Urgencias: 179.420. Consultas: 465.499
Intervenciones quirúrgicas
Programadas: 4.275. Urgentes: 4748. Ambulatorias: 7.912 Partos vaginales: 2.756
Trasplantes
Córneas: 7